# تيد كوفمان
إدوارد إيميت كوفمان (ولد في 15 مارس 1939) هو سياسي أمريكي ورجل أعمال سابق عمل عضو مجلس الشيوخ الأمريكي من ولاية ديلاوير من عام 2009 إلى عام 2010. وترأس لجنة الرقابة في الكونغرس للإشراف على برنامج إغاثة الأصول المتعثرة؛ وكان الشخص الثاني والأخير الذي يشغل هذا المنصب، خلفاً لأستاذة القانون آنذاك إليزابيث وارن. كوفمان هو ديمقراطي.
تم تعيين كوفمان في مجلس الشيوخ لشغل فترة عضو مجلس الشيوخ منذ فترة طويلة جو بايدن، الذي انتخب نائبا لرئيس الولايات المتحدة في عام 2008. وقبل أن يصبح عضوًا في مجلس الشيوخ الأميركي، عمل كوفمان كمستشار لبايدن خلال معظم حياته السياسية.

## النشأة والتعليم والأعمال المهنية
ولد كوفمان في فيلادلفيا، وهو ابن هيلين (قبل الزواج كارول)، وهي مدرسة، ومانويل كوفمان، وهو أخصائي اجتماعي. والده كان من أصل يهودي روسي ووالدته كانت كاثوليكية من أصل إيرلندي. لقد تربى حسب العقيدة الكاثوليكية، دين والدته. تخرج كوفمان من المدرسة الثانوية المركزية في فيلادلفيا، وحصل على درجة البكالوريوس في الهندسة الميكانيكية من جامعة ديوك، ودرجة الماجستير في إدارة الأعمال من كلية وارتون في جامعة بنسلفانيا.
كوفمان انتقل أصلا إلى ولاية ديلاوير في عام 1966 للعمل لدى دوبونت كمهندس.